# Lightning Conductor
Lightning Conductor é um filme de comédia e suspense do Reino Unido dirigido por Maurice Elvey e lançado em 1938.